# Cànon (música)
Un cànon és una composició polifònica que utilitza una tècnica contrapuntística consistent a fer que les diferents veus o parts que van entrant successivament, interpretin la mateixa melodia que la primera veu que ha iniciat la composició o, en alguns tipus més complexos de cànons, una modificació d'aquesta melodia. D'aquesta manera, les diferents parts que integren aquesta polifonia interpreten la mateixa melodia, però començant en moments diferents.

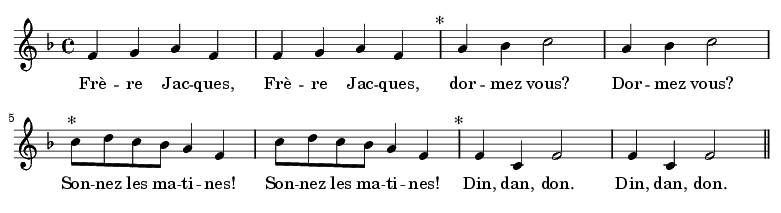
Frère Jacques, un cànon tradicional francès, molt conegut arreu. Els asteriscs marquen en quins punts de la primera veu han de començar les altres

Si bé una part notable dels cànons consideren que la mateixa melodia sona de manera invariable en totes les veus, en diferents moments de la història de la música occidental s'han utilitzat tècniques diverses perquè les veus que començaven successivament interpretessin variants de la melodia principal.
Aquestes variants són, bàsicament, de tres tipus:
1. Cànons en què les diferents veus interpreten la mateixa melodia a altures diferents. Segons l'interval que es formi entre la primera nota en la melodia principal i aquesta nota inicial en les rèpliques es parla de cànon a la 2a, cànon a la 3a, etc.
2. Cànons en què les diferents veus interpreten la mateixa melodia en valors diferents. En essència, es tracta de cànons en què la rèplica o les rèpliques són en valors més llargs (cànon per augmentació) o més curts (cànon per disminució). Aquestes augmentacions o disminucions poden ser de factor 2 o 3, en funció del sistema mètric binari o ternari que adopti la composició.
3. Cànons en què la melodia és alterada per algun eix de simetria. En essència, es tracta de cànons per inversió si s'altera el sentit ascendent o descendent de cada un dels intervals que configuren la melodia principal; i es tracta de cànons per retrogradació si la rèplica interpreta la melodia principal des del final fins al començament: aquest tipus es dona més habitualment.

Durant el Trecento (segle XIV), a Itàlia, la caça era un cànon vocal molt estès.
El període en què es va utilitzar més el cànon com a tècnica compositiva en la música occidental coincideix amb l'època de màxima esplendor del contrapunt, entre els segles xv i xvii. En aquest període i fins al segle xviii, van estar molt de moda els anomenats cànons enigmàtics, en els quals el compositor només mostrava la melodia principal i no donava pistes (i si les donava ho feia de manera enigmàtica, amb endevinalles i altres tècniques) sobre com entraven les altres veus: en quin punt ho feien, si a l'uníson o no, si per retrogradació, inversió, augmentació, disminució, etc.

## Història

### Medieval i Renaixentista
Durant l’Edat Mitjana, el Renaixement i el Barroc —és a dir, fins a principis del segle xviii— qualsevol tipus de contrapunt musical imitatiu s'anomenava fugues, i la imitació estricta que ara es coneix com a cànon es qualificava com a fuga ligata, que significa fuga encadenada. Només al segle xvi la paraula cànon va començar a utilitzar-se per descriure la textura estricta i imitativa creada per aquest procediment. La paraula deriva del grec κανών, llatinitzat com a canon, que significa llei o norma. En l'ús contrapuntístic, la paraula es refereix a la regla que explica el nombre de parts, els llocs d'entrada, la transposició, etc., segons la qual es poden derivar una o més parts addicionals d'una sola línia melòdica escrita. Aquesta regla es donava normalment verbalment, però també es podia complementar amb signes especials a la partitura, de vegades anomenats canoni. Els cànons no religiosos més antics coneguts són les rondes angleses, una forma a la qual Walter Odington va donar per primera vegada el nom de rondellus a principis del segle XIV;  la més coneguda és Sumer is icumen in (composta al voltant del 1250), anomenada rota ('roda') a la font manuscrita. El terme rodó es va utilitzar per primera vegada en fonts angleses al segle xvi.
Cànons presents a la música del Trecento italià i l’ars nova del segle XIV a França. Un exemple italià és Tosto che l'alba de Gherardello da Firenze. Tant a França com a Itàlia, els cànons apareixien sovint a les cançons de caça. La paraula italiana medieval i moderna per a la caça és caccia, mentre que la paraula francesa medieval s'escriu chace (ortografia moderna: chasse). Un chace francès ben conegut és l'anònim Se je chant mains. Richard Taruskin descriu Se je chant mains com una evocació de l'atmosfera d'una cacera de falcons:
«La secció central és realment un tour de force, però d'un tipus totalment nou i poc convencional: un bullici de hockets amb 'paraules' que barregen francès, llenguatge d'ocells i llenguatge de gossos en una barreja onomatopoètica». Guillaume de Machaut també va utilitzar la forma chace a 3 veus en moviments de la seva obra mestra Le Lai de la Fontaine (1361). Referint-se a l'ambientació de la quarta estrofa d'aquesta obra, Taruskin diu que «una trama ben elaborada pot ser molt més que la suma de les seves parts; i aquesta trama en particular és possiblement la major gesta de subtilesa de Machaut».
Un exemple de cànon de finals del segle XIV que presentava part de la complexitat rítmica de l'escola de compositors ars subtilior de finals del segle XIV és La harpe de melodie de Jacob Senleches. Segons Richard Hoppin, Aquest virelai té dues veus canòniques sobre un tenor lliure i sense text.

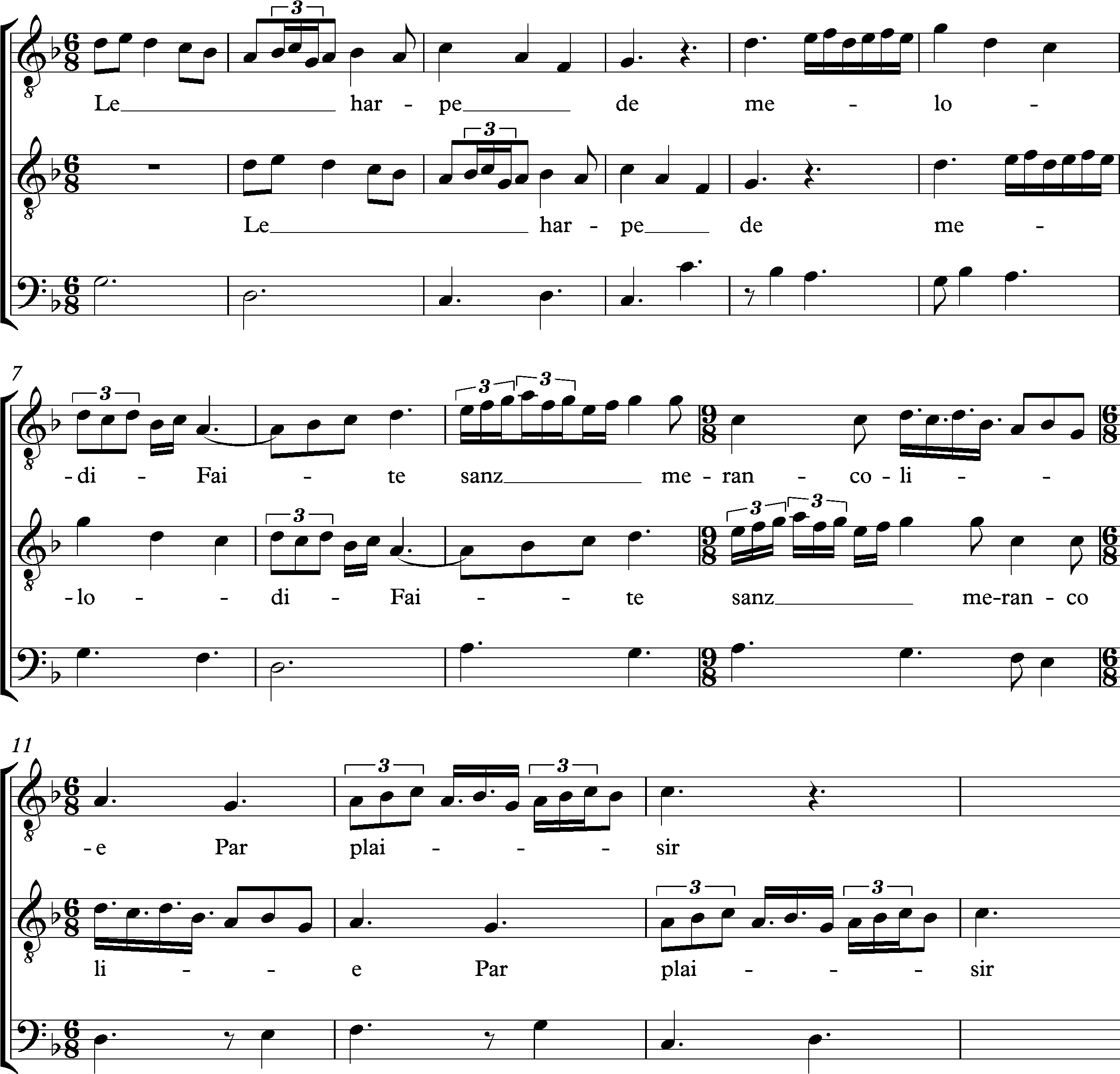
Jacob de Senleches, La harpe de melodie

En moltes peces a tres parts contrapuntístiques, només dues de les veus són cànon, mentre que la veu restant és una línia melòdica lliure. A la cançó de Dufay Resvelons nous, amoureux, les dues veus greus són cànon, però la part superior és el que David Fallows descriu com una línia superior florida: 

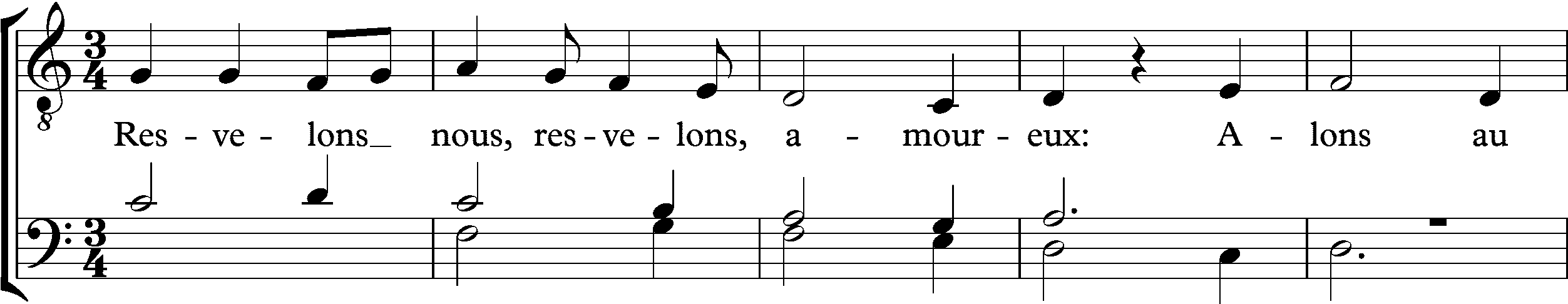
Dufay, Resvelons nous amoureux

### Barroc
Tant J. S. Bach com Händel van incloure cànons a les seves obres. La variació final de la Chaconne per a teclat en sol major de Händel (HWV 442) és un cànon en què la mà dreta de l'intèrpret s'imita a la distància d'un temps, creant ambigüitat rítmica dins del ternari predominant:

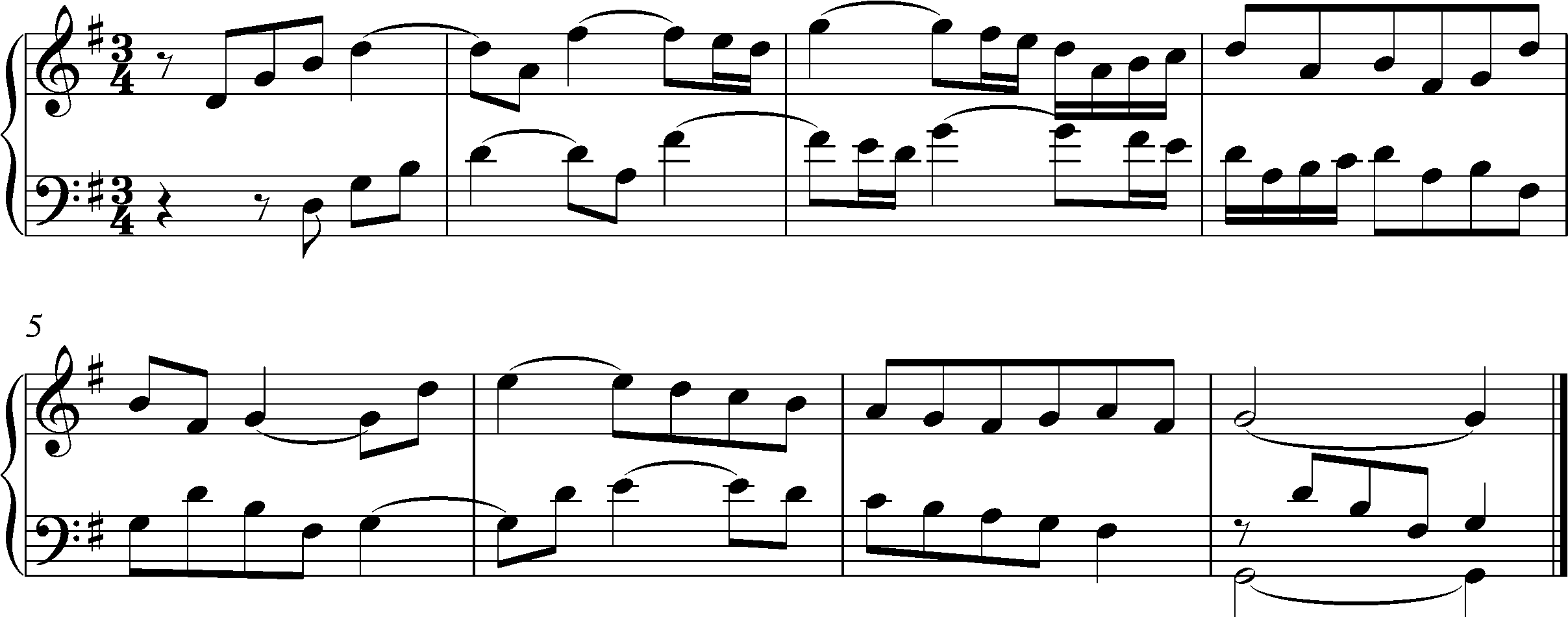
Händel, variació final (núm. 62) de la Chaconne en sol major, HWV 442

### Clàssic
Un exemple d'un cànon estricte clàssic és el Minuet del Quartet de corda en re menor, op. 76, núm. 2, de Haydn. «Al llarg de la seva longitud fibrosa, entre les cordes agudes i greus. Aquí teniu el compliment magníficament lògic de la duplicació d'octaves a dues parts dels primers minuets de divertimento de Haydn»: 

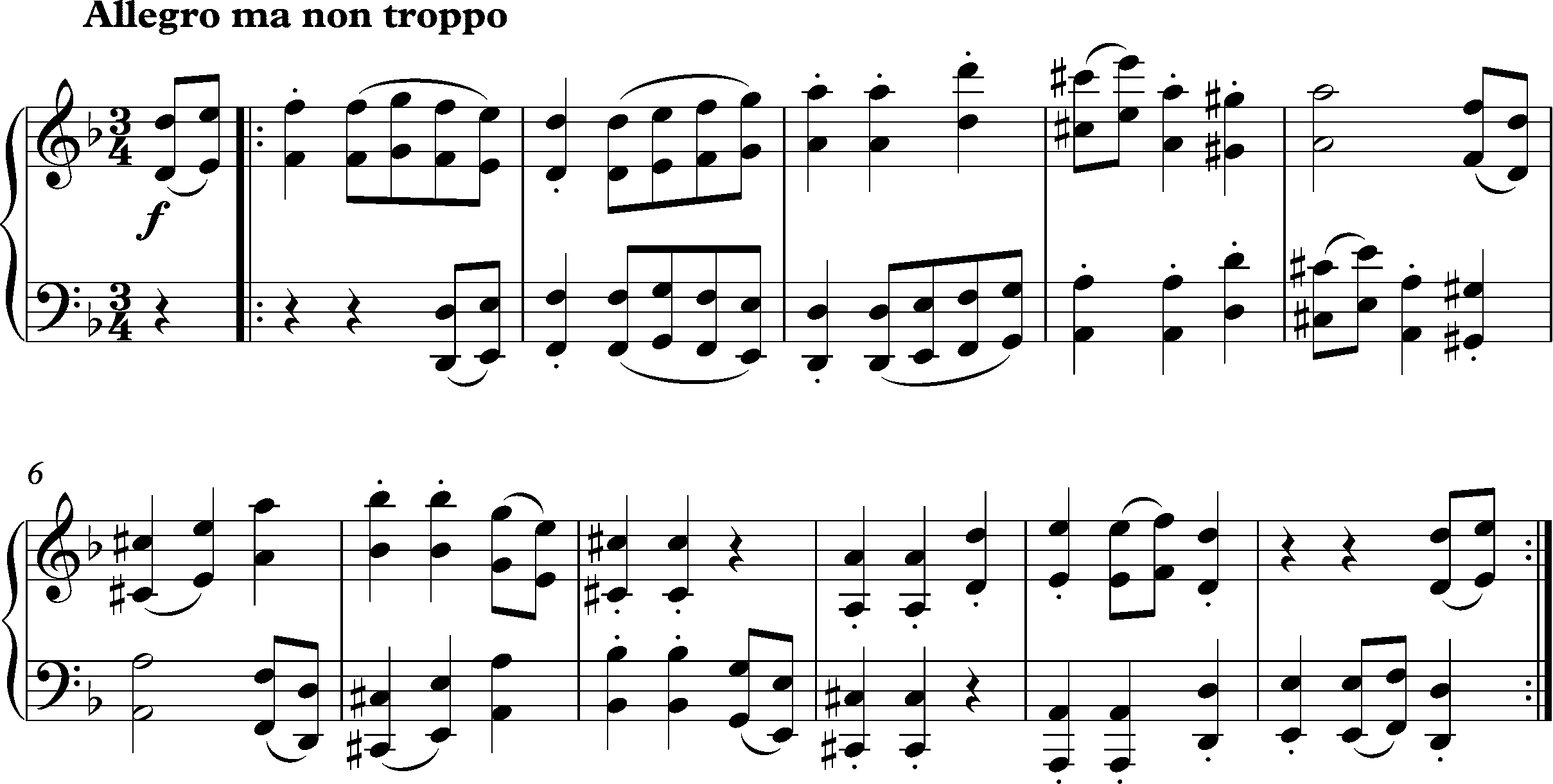
Minuet de Haydn, Quartet de corda en re menor, op. 76, núm. 2

### Beethoven
Les obres de Beethoven presenten diversos passatges del cànon. El següent prové de la seva Simfonia núm. 4:

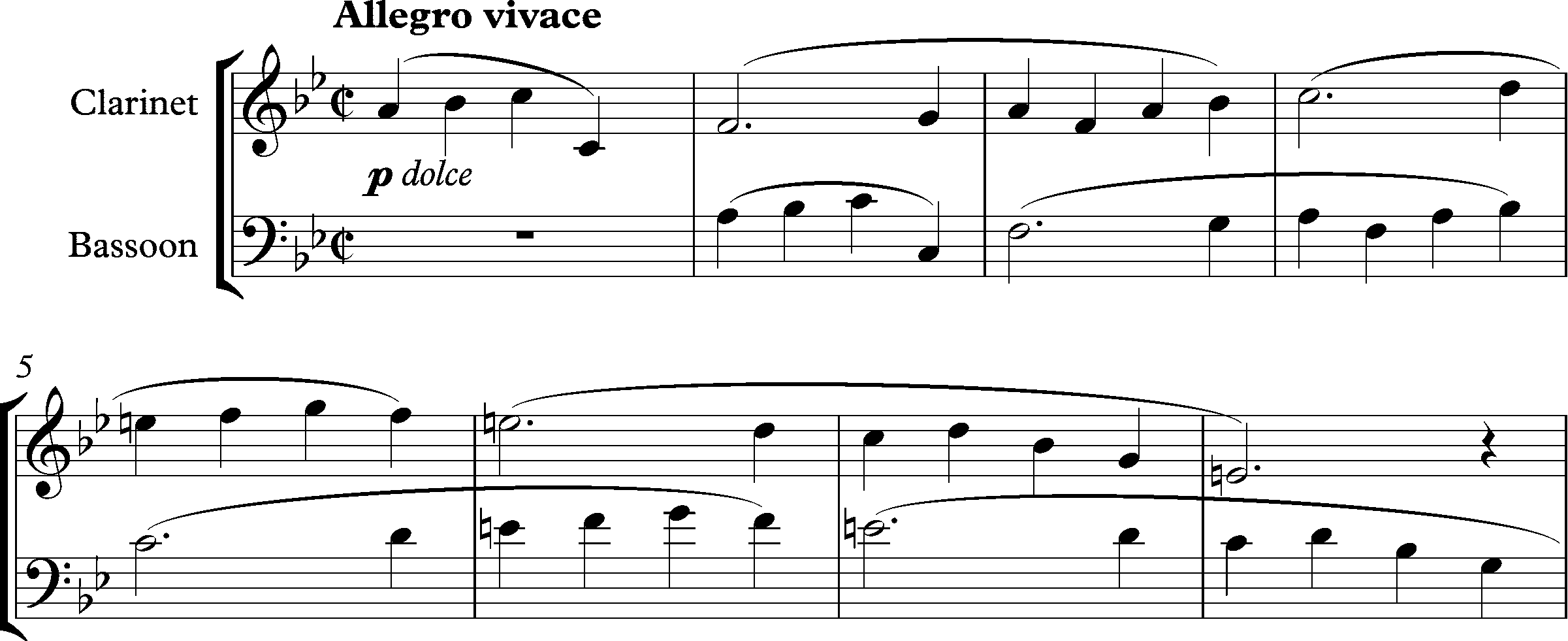
Simfonia núm. 4 de Beethoven, primer moviment, passatge canònic

Antony Hopkins descriu l'anterior com un cànon deliciosament ingenu. Més sofisticat i variat en el seu tractament dels intervals i les implicacions harmòniques és el passatge canònic del segon moviment de la seva Sonata per a piano 28 en la major, op. 101:

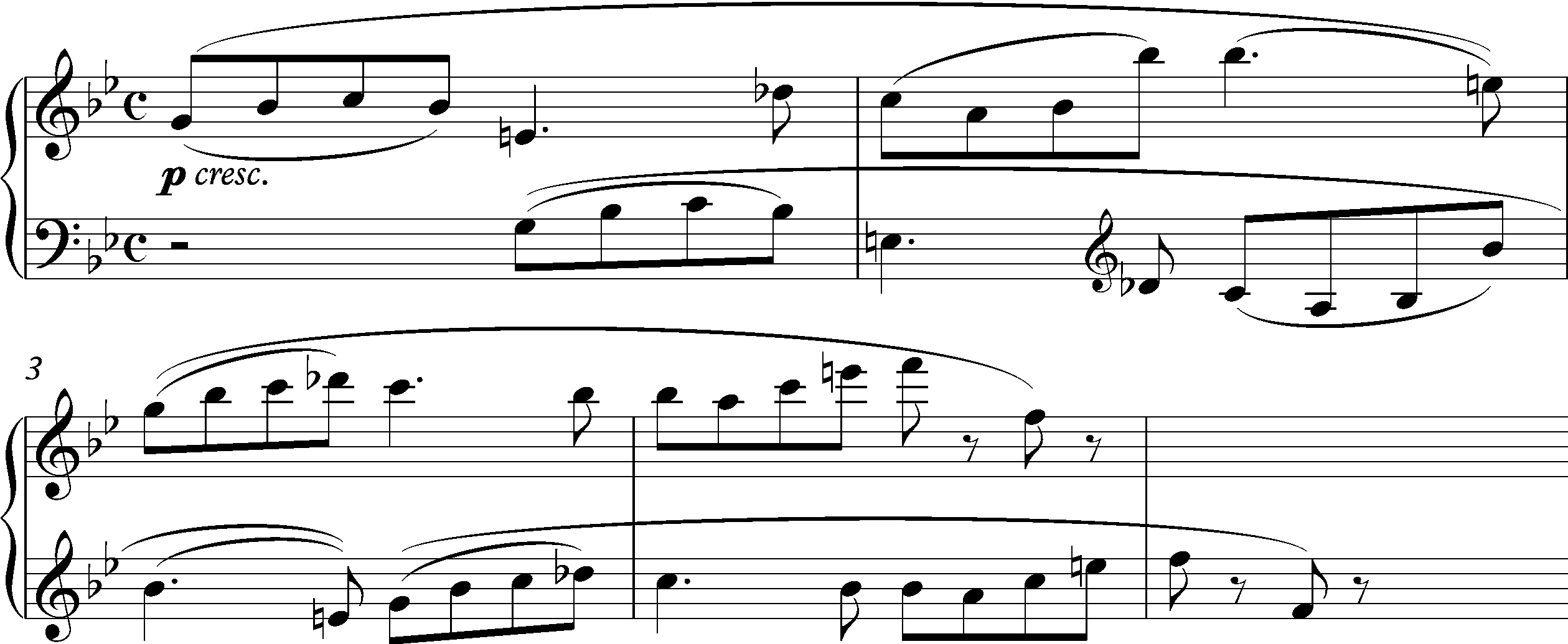
Beethoven, passatge canònic del segon moviment de la Sonata per a piano Op. 101

L'ús més espectacular i dramàticament efectiu del cànon de Beethoven es produeix al primer acte de la seva òpera Fidelio. Aquí, quatre dels personatges canten un quartet en cànon, una meravella musical sublim, acompanyat d'una orquestració de la màxima delicadesa i refinament. «Cadascun dels quatre participants interpreta el seu quartet», «L'ús del cànon per encarnar les diferents perspectives dels participants a primera vista sembla estrany, però la forma rígida permet una certa diferenciació de personatges i, de fet, fa un punt dramàtic». «Tothom canta la mateixa música amb paraules molt diferents, enfonsant els seus pensaments privats en un anonimat musical o almenys lineal». «La marxa suau i encoixinada, la perfecció en forma de cua d'oreneta del contrapunt, indueixen un trànsit que, portant els protagonistes fora del Temps, suggereix que hi ha regnes de veritat més enllà de les màscares que patèticament o còmicament presenten al món».

### Època romàntica
A l’època romàntica, l'ús de recursos com el cànon s'amagava encara més sovint subtilment, com per exemple a la peça per a piano de Schumann Vogel als Prophet (1851).

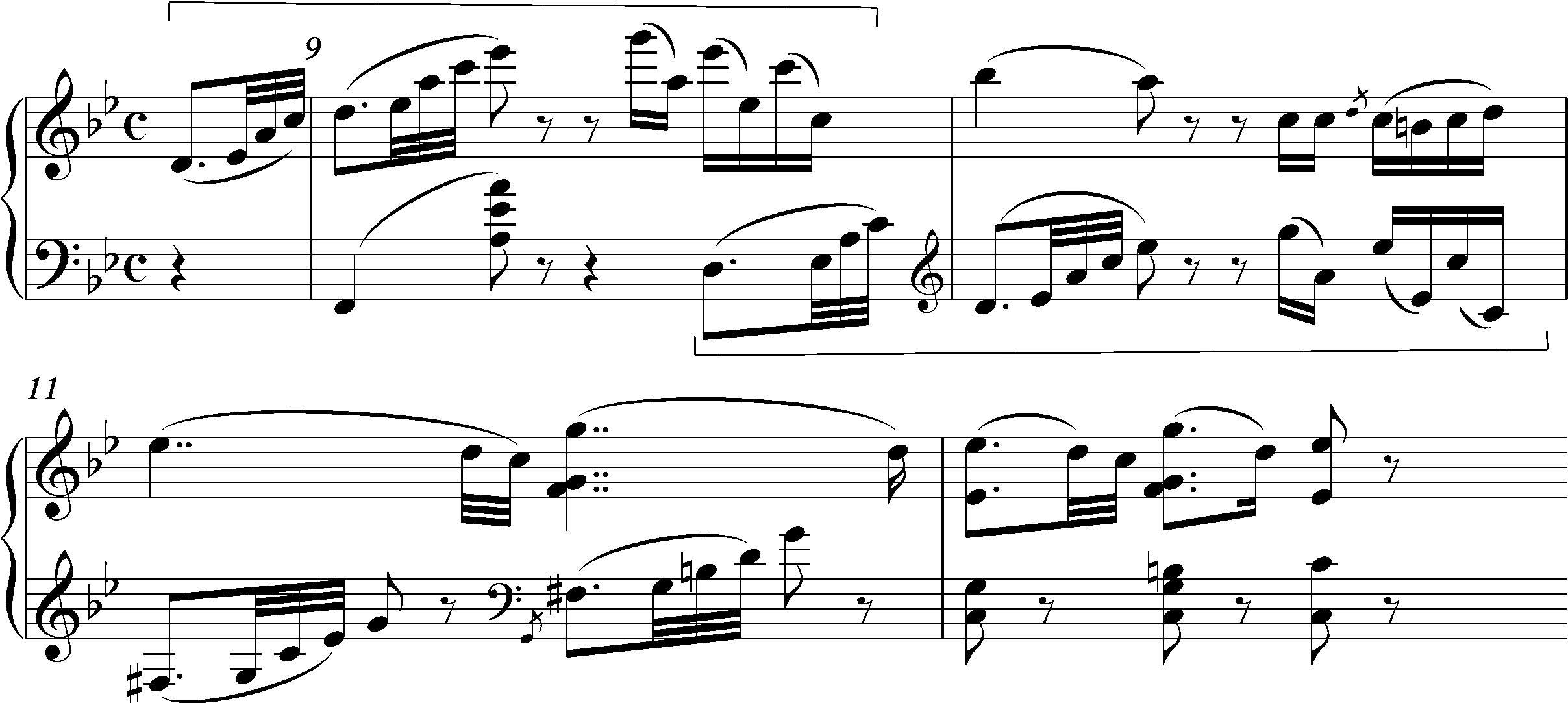
Schumann, Vogel com a profeta

Segons Nicholas Cook, «el cànon és, per dir-ho d'alguna manera, absorbit per la textura de la música; hi és, però no s'escolta fàcilment». Peter Latham descriu l’Intermezzo en fa menor, op. 118, núm. 4, de Brahms com una peça «rica en cànons». En el següent passatge, la mà esquerra eclipsa la dreta a la distància de temps d'un temps i a l'interval de to d'una octava més baixa:

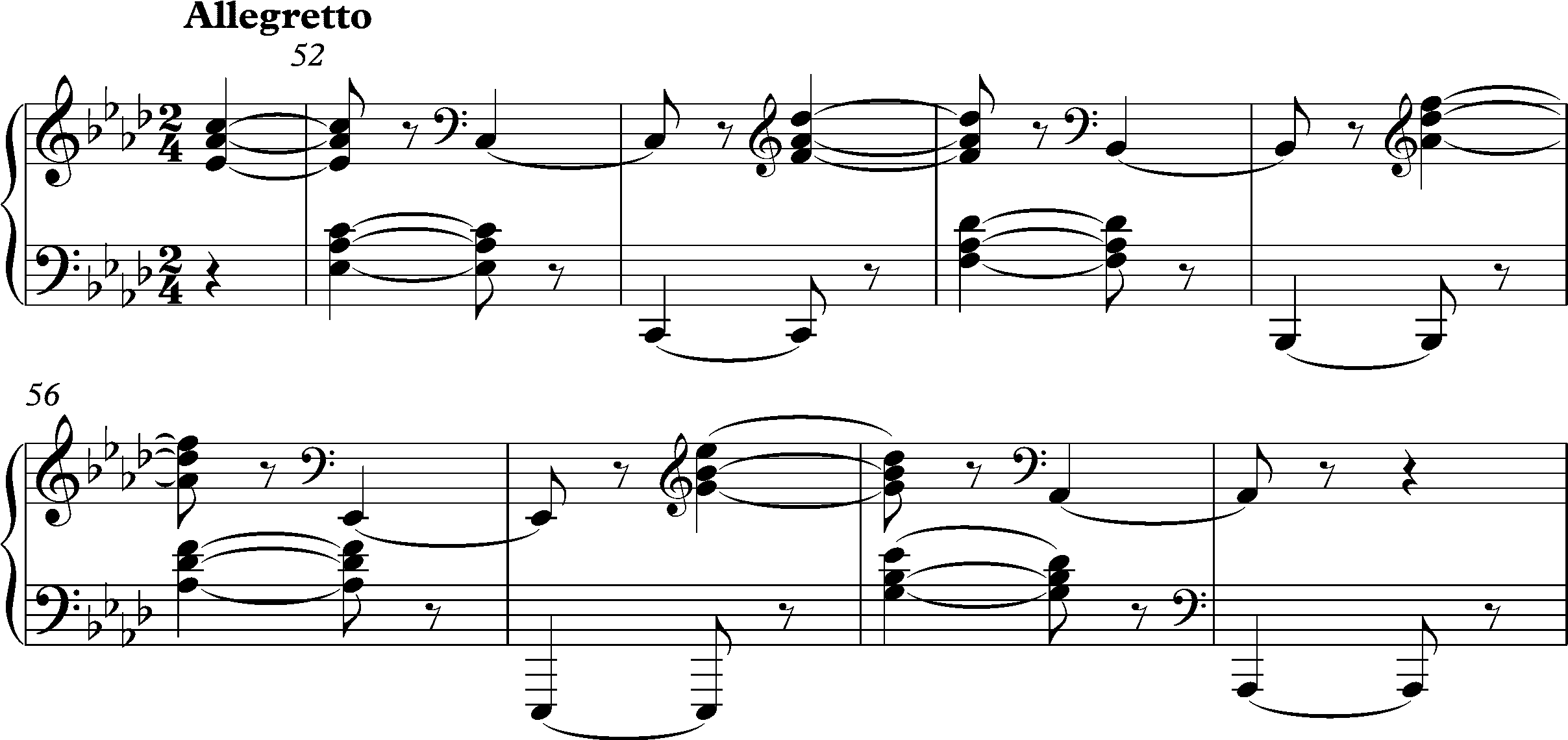
De l'Intermezzo op. 118, núm. 4 de Brahms

Michael Musgrave escriu que, com a resultat del cànon estricte a l'octava, la peça és «de naturalesa angoixant i suprimida,... a la secció central aquesta tensió s'alleuja temporalment a través d'un passatge molt contingut que empra el cànon en termes d'acords entre les mans». Segons Denis Matthews, «[el que] sobre el paper sembla un altre exercici purament intel·lectual... a la pràctica produeix un efecte càlid i melòdic».

### Del segle XX fins a l'actualitat
Stravinski va compondre cànons, incloent-hi un Cànon sobre una melodia popular russa i el Cànon doble. Conlon Nancarrow va compondre diversos cànons per a pianola. (Vegeu els cànons de mensuració i tempo a continuació.) Anton Webern va emprar textures canòniques a la seva obra; la seva obra Op. 16 és una col·lecció de cinc cànons per a soprano, clarinet i clarinet baix.